# 盧卡 (桑比爾區)
49°30′17″N 23°30′11″E / 49.50472°N 23.50306°E
盧卡（烏克蘭語：Лука），是烏克蘭西部的村莊，隸屬利維夫州的桑比爾區。該村始建於1473年，面積9.5平方公里，海拔高度288米，2021年人口300，人口密度每平方公里35.05人。